# Markéta Mokrošová
Petra Kulichová (nacida el  17 de abril de 1981 en Nové Město na Moravě) es una exjugadora de baloncesto checa. Consiguió 3 medallas en competiciones oficiales con la República Checa. Con 1.77 metros de estatura, jugaba en la posición de alero.